# Luisa Recabarren de Marín
Luisa Recabarren Aguirre, conocida también como Luisa Recabarren de Marín, (La Serena, 26 de mayo de 1777 - Santiago, 1839) fue una socialité chilena, que colaboró en el proceso de independencia de Chile a través de la organización de tertulias para discutir la causa independentista. Además sirvió como espía para los patriotas por sus influyentes contactos.

## Biografía

### Familia
Nació en La Serena, hija de Francisco de Paula Recabarren Pardo Figueroa y Josefa Genara Aguirre Rojas Argandoña. Por parte de su padre estaba emparentado con el V Conde de Villaseñor, José de Recabarren y Pardo de Figueroa. 
Luisa tenía una buena educación; se decía que dominaba el francés a la perfección y que tenía gran inquietud intelectual. 

### Matrimonio
Se casó con José Gaspar Marín Esquivel, quien fue secretario de la Primera Junta de Gobierno de Chile. Tuvo cinco hijos: Francisco, Mercedes, Ventura, Estanislao y Javiera. Francisco y Ventura se desempeñaron como parlamentarios, mientras que Mercedes fue una de las precusoras de la literatura chilena.

## Colaboración en la independencia

### Anfitriona de tertulias
Como otras mujeres de su época, Recabarren se unió a los avances patriotas, abriendo su casa para recibir la discusión independentista. El salón de Luisa Recabarren se hizo famoso por ser un epicentro de discusión y de tertulias patriotas, donde se dice que a esta mujer ilustrada también los destacados hombres de la época le escuchaban los consejos. Recabarren fue así la gran anfitriona de los cerebros de la revolución.

### Como informante
Cuando la causa independentista tuvo retrocesos frente a los españoles, Recabarren siguió defendiendo la revolución, abogando porque un pueblo que prueba la libertad no puede retroceder. Su marido tuvo que emigrar a Argentina, y Luisa, sin importar el colapso económico que le significó quedarse sola en Chile, siguió trabajando por los patriotas.
Luisa Recabarren le enviaba cartas a su marido a Mendoza, compartiendo información importante de los sucesos que ocurrían en Chile para los patriotas al otro lado de la cordillera; Gaspar le devolvía también cartas, que Luisa leía a los independentistas que seguían en Chile, reuniéndolos secretamente. Finalmente una misiva fue interceptada, y Luisa Recabarren fue apresada por el gobernador Casimiro Marcó del Pont en el Monasterio de las Agustinas. La prisión duró menos de un mes, ya que Luisa fue liberada tras el triunfo patriota en la batalla de Chacabuco.